# SKY-MAP.org
SKY-MAP.org, también llamado WikiSky.org, es un sitio web, diseñado, en parte, como una wiki, en la que los usuarios pueden editar información sobre diferentes estrellas escribiendo artículos, añadiendo enlaces de internet, subiendo imágenes o creando un grupo de interés para una tarea específica; y, además, un mapa celeste interactivo que abarca más de 500 millones de objetos astronómicos conocidos desde estrellas a grandes galaxias.
Permite ver el espacio exterior con la vista desde como sería con distintos telescopios, hacer zum para ver con una mejor definición los objetos, y contiene también nebulosas, cúmulos, imágenes de las constelaciones en las que se encuentran los objetos, galaxias y estrellas de todos los tipos.
El sitio web, aunque todavía está disponible para los usuarios, ha mostrado poca actividad desde 2010.

## Software
WikiSky permite visualizar el cielo utilizando datos de varios observatorios espaciales, como DSS2, SDSS, GALEX, IRAS, Hydrogen α, X-Ray (Rayos-X), Astrophoto y Sky-Map (el mapa sin telescopios, con líneas). En cada modo, nueve en total, el usuario puede acceder al nombre y a una breve descripción de los objetos espaciales visibles. A partir de ahí, se puede acceder a información más detallada, incluidos artículos y diferentes imágenes fotográficas. También dispone de su propia API, de modo que se puede escribir código para acceder a los mapas, la información de los objetos y los datos del SDSS.